# Национални историјски парк и еколошки резерват залив Салт Ривер
Национални историјски парк и еколошки резерват залив Салт Ривер је део Националног парка на острву Сент Крој на америчким Девичанским острвима. Одржава и чува брдске сливове, мангрове шуме и естуарске и морске животне средине које подржавају угрожене врсте. Такође садржи место искрцавања Колумба, национално историјско обележје које је једино познато место где су чланови Колумбове експедиције крочили на садашњу територију Сједињених Држава. Локалитет је обележен тврђавом Fort Salé, преосталим утврђењем из француског периода окупације, око 1617. године. Парк такође чува праисторијска и археолошка налазишта из колонијалне ере, укључујући једини постојећи пример терена за средњеамеричку игру лоптом на америчким Девичанским острвима.

## Опис
Салт Ривер залив се налази на северној страни острва Сент Крој, на његовој централној обали. Залив је велики, са два главна дела, леви напаја река Салт. Имовина парка обухвата готово цело земљиште које је уз залив. Мешавина мора и копна на овом подручју садржи неке од највећих преосталих шума мангрове на Девичанским острвима, као и коралне гребене и подморски кањон. Природна историја залива Салт Ривер, његов витално важан екосистем мангрова, ушћа, коралних гребена и подморског кањона, сведочи о хиљадама година људских напора. Заступљен је сваки већи период људског насељавања на Девичанским острвима: неколико јужноамеричких индијанских култура, сусрет 1493. године са Колумбом, шпанско истребљење Кариба, покушаји колонизације сукцесијом европских народа и робовање западноафриканаца и њихових потомака. Више од десетак главних археолошких истраживања од 1880. године, заједно са историјским истраживањима, откривају изванредну причу.

## Историја парка
Конгрес је 24. фебруара 1992. именовао парк под заједничким управљањем Службе националног парка и владе Девичанских острва Сједињених Држава. Ове службе заједнички управљају овим парком. Као историјско подручје службе Националног парка, парк је истог дана административно увршћен у Национални регистар историјских места. Место искрцавања Колумба је већ било проглашено националним историјским местом 9. октобра 1960. Национални историјски парк и еколошки резерват залив Салт Ривер је почашћен 53. новчићем од четврт долара на листи Америчких новчића од четврт долара, 1. јуна 2020. године.

## Место искрцавања Колумба и рана историја
У заливу се налазило село староседелаца Таино народа и батеи (batey) трг и терен за игру од 1300-их, све док га 1425. нису освојили становници Кариба. Место искрцавања Колумба налази се на западној страни залива. Овде је Колумбо 14. новембра 1493. године послао чамац на обалу да истражи подручје и набави свежу воду и намирнице. Оближње село заузимали су Таино људи који су донедавно били робови инвазијом људи са Кариба, а Колумбови људи су повели неке жене и децу са собом када су кренули да се врате на брод. Док су били на путу, наишли су на кану у којем су очигледно били људи са Кариба, и дошло је до кратког окршаја, у којем је један од људи са кануа убијен, а остали заробљени. Ово је била прва забележена борба Шпанаца са домородачким становништвом Новог света, а локалитет су назвали Cabo de la Flecha (Рт стреле).
Острво су људи са Кариба напустили до 1590. године (вероватно због болести изазваних контактом, шпанских масакара или других узрока) и оно је постало шпанска територија. Преузели су га Енглези 1641. године, а затим Холанђани 1642. године. Холанђани су изградили троугаоне земљане тврђаве под називом Форт Фламанд (Фламанска тврђава) у близини локације, коју су Французи преузели 1650. године, и преименовали је у Fort Salé (Салт Форт или du Sal Fort по гувернеру). Ово је једина позната структура која је преживела из овог раног колонијалног периода. ‍:98
Дански археолог Гудмунд Хат је први открио налазиште 1923. Ископавања су открила петроглифе, остатке људских жртава, земи фигуре и камене појасеве. Неки од артефаката сада се налазе у Националном музеју Данске.

## Биолуминисцентни залив
Река Салт је дом једне од две биолуминисцентне увале или био залива на острву Сент Крој (други био залив се може наћи у лагуни Алтона). Сваке године хиљаде људи похрле да виде блиставу воду био залива коју ствара микроорганизам, динофлагелат Pyrodinium bahamense. У заливу се налазе и други биолуминисцентни морски организми, укључујући Цтенофору (Реброноше) и Odontosyllis phosphorea или ватрене црве.
Био заливи су изузетно ретки са „само седам лагуна током године за које се зна да постоје на Карибима“, каже др Мајкл Лац са Института за океанографију на Калифорнијском универзитету у Сан Диегу, стручњак за биолуминисцентне организме, „Било које место које има биолуминисцентни залив треба да га чува као природно чудо, као благо".
Комбинација фактора ствара неопходне услове за биолуминисценцију: дрвеће црвених мангрова окружује воду (организми су повезани са шумом мангрове иако мангрова није нужно повезана са овом врстом). Испитивања у био заливу у Националном историјском парку и еколошком резервату заливу Салт Ривер спроводе факултети и студенти са Универзитета Јужне Каролине, Универзитета Северне Каролине Вилмингтон и Универзитета Девичанских острва. Њихова истраживања усредсређена су на анализу квалитета и хранљивих састојака воде, дистрибуције динофлагелата Pyrodinium bahamense и обиља „циста“, успаваних динофлагелата уграђених у морско дно.
Служба националног парка и њене партнерске институције завршиле су студију феномена биолуминисценције у лагуни Мангрове у пролеће 2014.

## Роњење
Кањон Салт Ривер је праисторијска река и водопад који сече два дубока зида окренута један према другом преко четврт миље плаве воде. Ово је једна од најпознатијих ронилачких карактеристика Сент Кроја, заједно са молом Фредерикстед. Најпопуларнија места за роњење су неколико стотина метара изван залива Салт Ривер. Иако је већина веза за чамац дубока 25-45', кањон достиже готово 500' дубине. Ограничења рекреационог роњења су 130'. Ова локација је позната по својој дубини, бистрини и дивљини. У фебруару и марту се појављују грбави китови. Повремено јато делфина такође може навратити да плива. Часопис Спорт Дајвер такође је ово подручје оценио једним од првих 5 по бистрини воде на Карибима.